# Chris Cacavas
Chris Cacavas (Los Angeles, ...) è un tastierista, chitarrista e cantante statunitense.
Per la sua voce sofferta e per i brani acid rock tinti di folk e country è stato spesso paragonato a Neil Young.

## Biografia
Nato in California, di formazione musicale classica entra nel gruppo neo di Tucson dei Green on Red dove suona all'organo, per il suo modo di suonare viene accostato a Ray Manzarek dei Doors.
Terminata la presenza nei Green on Red, imbraccia la chitarra elettrica ed inizia la carriera solista, il suo primo album è del 1988 ed è affiancato dalla band di supporto dei Junk Yard Love, 
Negli anni successivi ha collaborato sia su disco che dal vivo come organista con molti artisti statunitensi tra cui Steve Wynn, Dan Stuart, Giant Sand, Pat Thomas, Chris Eckman e Chris Brokaw ma anche italiani come i Lowlands o Rodrigo d'Erasmo.
Nel 2002 si è trasferito in Germania, e lasciati i Junk Yard Love ha raccolto attorno a sé musicisti tedeschi e italiani per nuovi progetti musicali che hanno portato alla pubblicazione di altri 4 album.

## Discografia
- 1988 -	Chris Cacavas & Junk Yard Love (Heyday)
- 1992 -	Good Times (Heyday)
- 1992 - Six String Soapbox (Return To Sender)
- 1994 - Pale Blonde Hell (Normal)
- 1995 - New Improved Pain (Normal)
- 1997 - Anonymous (Normal)
- 1999 - Dwarf Star (Innerstate Records)
- 2002 - Bumbling Home from the Star (Normal)
- 2002 - Kneel (Return To Sender)
- 2004 - Self Taut (Blue Rose)
- 2006 - Live at the Laboratorium(Blue Rose)
- 2009 - Love's Been Discontinued (Blue Rose)
- 2018 - An Acoustic Evening With Chris Cacavas - Live In Italy (Route 61)